# Saint-Jacques-des-Arrêts
Saint-Jacques-des-Arrêts este o comună în departamentul Rhône din sud-estul Franței. În 2009 avea o populație de 111 de locuitori.

## Evoluția populației
| An        | 1975 | 1982 | 1990 | 1999 | 2006 | 2009 |
| --------- | ---- | ---- | ---- | ---- | ---- | ---- |
| Populație | 179  | 147  | 130  | 112  | 112  | 111  |